# F. Münsterfeld
F. Münsterfeld (19. század vége) német realista festő.
Jelentős életművet hátrahagyó, ugyanakkor ritkán kutatott német realista festő. Művei főként az 1870-1890-es évek közötti időszakból maradtak fent. Alkotásaiban előszeretettel ábrázol jellegzetes népi, németalföldi motívumokat, úgy mint halászokat, holland mosónőket stb. Művei ma is felbukkannak német, holland vagy közép-európai aukciókon (pl. a Dorotheum galériában).